# Laubach (Emsbach)
Der Laubach ist ein 2,7 Kilometer langer und rechter Zufluss des Emsbachs im hessischen Rheingau-Taunus-Kreis. Er entspringt im Südosten von Bad Camberg-Würges und mündet im Osten von Idstein-Walsdorf in den Emsbach, der über die Lahn in den Rhein entwässert.

## Name und Geschichte
Die ältesten Belege über den Namen stammen beide aus dem Jahr 1497 und nennen namentlich das Flurstück bzw. den Acker „in der Laubach“. Wenige Jahre später, im Jahr 1504, heißt es in einer Urkunde „in der Leupach“ und Ende des 18. Jahrhunderts wiederholt „Laubach“. Der Name selbst leitet sich vom mittelhochdeutschen „loup“, also Laub, ab und verweist auf den Quellort in einem Laubwald.
Aufgrund der Nähe zum Kloster Walsdorf und dem gleichnamigen Flecken wurde der Bach bereits früh für die Trinkwasserversorgung genutzt. Bekannt ist, dass Kloster und Flecken eine gemeinsame Wasserleitung nutzten, die aus ungebrannten Tonröhren gebaut worden war. Diese wurde 1836 durch eine gusseiserne Wasserleitung ersetzt, die im Dorf drei Brunnen speiste.

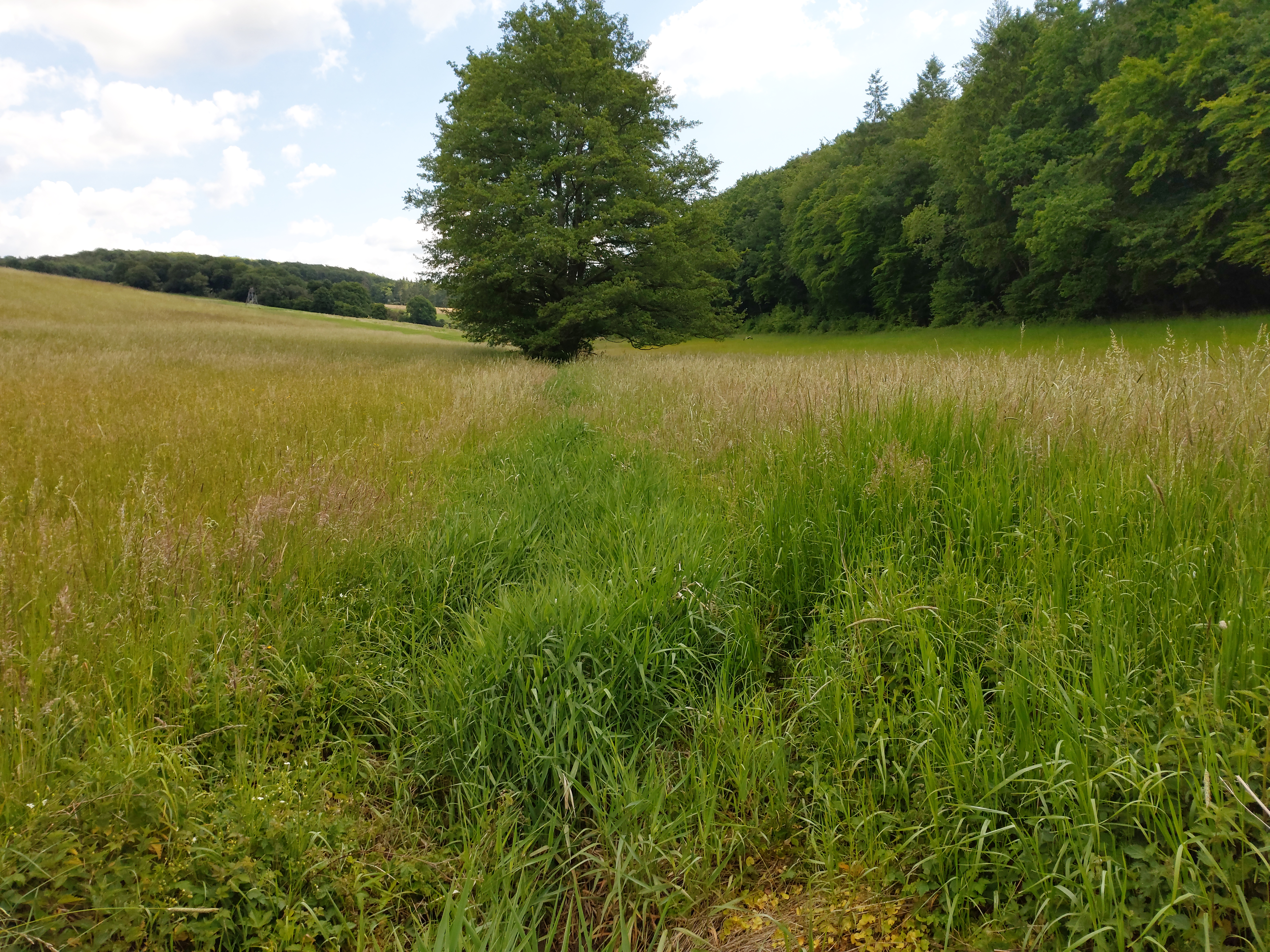
Laubachtal mit zugewuchertem Bachbett des Laubachs

Im Jahr 1907 wurde eine zentrale Wasserversorgungsanlage im damals selbstständigen Walsdorf gebaut, die das Wasser aus der „Schürfung Laubach“ entnahm. Nach der Eingliederung des Ortes in die Stadt Idstein 1971 wurde die Schürfung Laubach saniert und die Wasserentnahme konnte verdoppelt werden. Die Quelle versorgt heute den gesamten Ortsteil mit Trinkwasser und ist als Wasserschutzgebiet ausgewiesen.

## Geographie
Der Laubach entspringt in Bad Camberger Gemarkung im gleichnamigen Laubachtal, das zum Stadtteil Würges gehört. Bereits nach etwa 100 Metern passiert er die westlich liegende Gemarkungsgrenze nach Idstein-Walsdorf. Von dort fließt der Laubach südwestlich ins Emsbachtal, zu dem parallel die Bundesstraße 8 verläuft. Nach etwa gut eineinhalb Kilometern unterquert der Bach die B8 und mündet nach weiteren 100 Metern in den Emsbach.